# Adam (postać literacka)
Adam – jeden z głównych bohaterów Cudzoziemki, powieści Marii Kuncewiczowej.
Jest synem burmistrza, nauczycielem matematyki i mężem Róży, która go całkowicie zdominowała. Wydaje się osobą zahukaną, łatwo poddającą się naciskom małżonki, którą kochał i wielbił – bez wzajemności, z czego zdawał sobie doskonale sprawę i co było przyczyną jego udręk.
Nie potrafiąc walczyć o swoje prawa, utracił uczucia córki Marty.
W filmie w reżyserii Ryszarda Bera rolę Adama grał Jerzy Kamas.